# Федосово (Александровский район)
Федосово — упразднённая деревня в Александровском районе Владимирской области России.

## География
Урочище находится в северо-западной части области, в зоне хвойно-широколиственных лесов, к югу от автодороги 78Н-0505, на расстоянии примерно 28 километров (по прямой) к северо-востоку от города Александрова, административного центра района.

### Климат
Климат характеризуется как умеренно континентальный, с умеренно тёплым летом, холодной зимой, короткой весной и облачной, часто дождливой осенью. Среднегодовая температура воздуха — +3,4 °C. Годовое количество атмосферных осадков — 549 миллиметров, из которых большая часть выпадает в тёплый период.

## История
В «Списке населенных мест Владимирской губернии по сведениям 1859 года» населённый пункт упомянут как владельческая деревня Переславского уезда, расположенная при колодцах, в 24 верстах от уездного города. В деревне насчитывалось 15 дворов и проживало 84 человека (45 мужчин и 39 женщин).
По состоянию на 1905 год, в Федосове имелось 34 двора и проживало 178 человек. В административном отношении деревня входила в состав Копнинской волости.
В советское время входила в состав Годуновского сельсовета Александровского района (в период с 1941 до 1965 годы — в составе Струнинского района). Упразднена решением облисполкома № 382 от 15 апреля 1981 года как фактически не существующая.